# Civine
Civine (Siìne in dialetto bresciano) è una piccola frazione montana del comune di Gussago in provincia di Brescia.
Civine, in latino Civinarum, risalirebbe secondo lo storico locale Vittorio Nichilo al Medioevo. Pur essendo frazione, questa località dai primi anni del Seicento era parrocchia dedicata a San Girolamo. Co patroni della frazione sono i santi persiani Abdon e Sennen, a cui, nel 1796 è stata dedicata una santella in località Riviere.
Gli abitanti della frazione sono stati boscaioli, contadini e pastori fino ai primi del Novecento e, dalla prima guerra mondiale, sono scesi a lavorare nelle fabbriche della sottostante Valle Trompia. Il paesino ha ricevuto grande impulso dalla costruzione della strada che lo collega a Gussago, il capoluogo. Tale costruzione fu fortemente voluta dall'allora sacerdote don Pietro Chitò.
La località era molto famosa per la produzione di ciliegie che erano molto ricercate per il loro intenso sapore dovuto probabilmente all'acidità del terreno di coltivazione.
Esse erano spesso coltivate all'interno delle vigne che sovrastavano, le piante raggiungevano altezze importanti e gli abitanti del paese erano famosi per la capacità di arrampicarsi fino alle estremità durante il periodo di raccolta.
Importante era anche la coltivazione del castagno, con varietà a maturazione precoce che venivano facilmente commercializzate in tutta la provincia.
Con l'emigrazione che colpì il paese a favore delle industrie della sottostante Valle Trompia le coltivazioni caddero presto in stato di abbandono così come la maggior parte delle vigne.